# Бенеш-Мраз Be-550 Биби
Бенеш-Мраз Be-550 Биби су били чехословачки спортски двоседи нискокрилни авиони из друге половине 1930-их, које је производила компанија Бенеш-Мраз из Хоцења  која их је развила успешне1936. године. Авиони су били намењени за спортско и туристичко летење.

## Пројектовање и развој
Био је то још један модел у низу успешних предратних авиона ове компаније, који је произведен за спортске потребе. Прототип Be-555 имао је светску премијеру 13. новембра 1936. године на XV. међународном аеромитингу у Паризу, где је привукао значајну пажњу. Представљање нерегистрованог прототипа у Паризу показало се преурањеним, јер су се убрзо појавили озбиљни заинтересовани а њиховим захтевима се није могло удовољити за догледно време. Први лет је обављен тек 28. децембра 1936. Први серијски авиони били су доступне тек средином 1937. године (OK-BEP, OK-BET).
Авион са седиштима један поред другог коју је дизајнирао инг. Павле Бенеш је 1936. године био јединствена конструкција те врсте у читавом светском ваздухопловству*. Лаки туристички авиони ове категорије са моторима од 40-60 KS (29-44 kW) достизали су тада максималну брзину од 140–155 km/h (нпр. РВД-16, Коолховен ФК53 Јуниор, Рогожарски СИМ-VI, Злин Z-XII ), док је Be-550 достигао максималну брзину од 180 km/h и брзину крстарења од 155 km/h.
У периоду 1937–1938, укупно је произведено 19 авиона   од којих су неки  продати у Велику Британију, Француску и Египат . Значајан број авиона остао је недовршен због дешавања пред и избијања самог  II. светског рата . Према  произведено је 25 авиона Be-550. Само пет их је уписано у чехословачки ваздухопловни регистар .
```
*
 (Југословенски школски авион 
СИМ-II
 пројектанта инж. Симе Милутиновића је имао паралелна седишта. Авион је летео од 1930 до 1937. године)
```

## Опис авиона
Дрвени, фурнирани, хексагонални труп је направљен у једној целини са наставцима крила, стабилизатором и површином кобилице. Кокпит двоседа се налазио скоро у центру тежишта авиона. Поклопац кабине је имао врата са шаркама са обе стране са бочним прозорима који се могу отварати. Иза седишта је био простор за пртљаг. Управљање је било удвојено са једном, рачвастом полугом и двоструким ножним педалама.
Постоље мотора од заварених  челичних цеви је носио  четвороцилиндрични ваздушно хлађени Walter Mikron II мотор снаге 44-48 kW/60-65 KS. На вратилу мотора је била двокрака дрвена елиса фиксног корака. Два резервоара за бензин (2х30 l) налазила су се у продужецима крила трупа, из којих се гориво пумпом преносило до карбуратора . Иза мотора поред противпожарног зида постављен је резервоар за уље запремине 10 литара.
Крила Be-550 је био нискокрилни моноплан чије је крило било састављено из три дела. Средњи део је био јединствен са трупом, (центроплан) а два спољна, уклоњива дела су била причвршћена са специјалним оковима. Крило је било дрвено са облогом од фурнира.
Стајни трап се састојао од две независне ноге причвршћене на главну рамењачу крила. Амортизација је била од гумених прстенова са фрикционим пригушивачем . Свака нога стајног трапа је била  опремљена аеродинамичким поклопцима. Навлаке за „панталоне” су на каснијим авионима замењене профилисањем шасије и поклопцем точкова у облику капи. Дрљача је била направљена од лиснатих опруга.

## Оперативно коришћење
Од средине 1937. године, авиони су испоручени појединачним аероклубовима Аероклуба РЧс , Министарства јавних радова, неки су остали у власништву фабрике Бенеш-Мраз . То су били, на пример, авиони са регистрацијама OK-MAE, OK-BEU, OK-BET, OK-BES, OK-BEP итд 
Дана 24-26. Септембра 1937. године, авион Be-550 (OK-BET, производни број 2, регистрован 22. септембра 1937.) којим су пилотирали Владислав Крејчи и Карел Дивишек из Моравско-шлеског аероклуба учествовао је у 3. годишњем националном купу РЧс. У укупном пласману победио је брзином од 186,8 km/h, у трци потрошње остварио је потрошњу од 6,5 kg на 100 km. 12. маја 1938. године пилот Јарослав Полма и кап. Франтишек Зелени поставили су међународни брзински рекорд од 174.064 km/h на стази од 100 km са овим Be-550 (OK-BES, производни бр. 4). Рекорд је постављен на брзинском троуглу Праг – Бенатки – Шип – Праг. Коришћена је мешавина горива Биболи коју је испоручила компанија за монетизацију алкохолних пића.
Авион регистрације OK-BET (производни број 2) preлетео је у Велику Британију 1939. године . Избрисана је из чехословачког ваздухопловног регистра 10. јануара 1940. године. Ту је остао током целог рата и после ремонта 1947. коришћен је у транспортне сврхе са регистрацијом G-AGSR. Каријера овог авиона, касније продатог приватном власнику, окончана је 25. октобра 1951. након несреће у близини града Вајт Волтам у Беркширу . 
Један авион је продат Египту 1939. године (производни бр. 9, SU-ACD). Била је то фабричка крем боја са црвеним и црним пругама. Каријеру је завршио 1947. године у Палестини са регистрацијом VK-PAQ. Године 1939. фашистичка Немачка је запленила неколико авиона након окупације Чехословачке и касније су коришћени у школама летења Луфтвафеа . Компанија Декаувиле из Француске је купила права производње и продаје за овај авион 1937. године. Уз помоћ техничара из фабрике Бенеш-Мраз, један авион је направљен у Француској, али је компанија касније запала у економске потешкоће и није наставила производњу.

## Корисници
- Чехословачка
- Велика Британија
- Француска
- Египат
- Нацистичка Немачка